# Kali (ソフトウェア)
KaliはMS-DOS、およびWindows(95, 98, NT, and XP)（Macintosh版、OS/2版も存在したが現在では開発終了）で動作するオンラインゲームを支援するソフトウェア（シェアウェア）。
初期のLANマルチプレイゲームを遠隔地と接続するために広く利用された。Doomをオンラインプレイするために1990年に作成されたトンネリングソフトが前身で、その後のコマンド&コンカー, Descent, ウォークラフト２といったゲームのオンラインプレイ環境として一般的になった。
現在では、GameSpyといったマッチングサービスの登場やゲーム自体がオンラインプレイの公開ホスト検索機能などを搭載していることが多いためこのソフトウェアは必須ではなくなったが、対応しているゲームは400を超えている。

## 機能

### ゲームブラウザ
コンピュータにインストールされているゲームを検出して一覧表示を行い、起動を行うことが出来る。

### ネットワーク接続支援
1990年代中頃までのPC向けゲームソフトはNetWareのIPX/SPXプロトコルを利用してLAN内接続によるマルチプレイに対応している物が多かったが、これをTCP/IPにトンネリングすることでLAN範囲外の遠隔地とのマルチプレイを実現する。
TCP/IPで接続するゲームについても、ホスト側のIPアドレスの入力などを省略することができ、簡単にオンラインプレイのための接続を行うことが可能である。

### チャット機能
ゲームプレイの前後にプレイヤー同士でテキストチャットを行うことが可能。